# 佛羅倫斯 (密西西比州)
佛羅倫斯是位於美國密西西比州蘭金縣的城市。

## 人口
根據2020年美國人口普查的數據，佛羅倫斯的面積為20.96平方千米，皆為陸地。當地共有人口4572人，而人口密度為每平方千米218人。